# Neverwinter Nights: Darkness over Daggerford
Darkness over Daggerford — дополнение (игровой модуль) для компьютерной ролевой игры Neverwinter Nights, разработанный компанией Ossian Studios. Модуль привносит в игру новую систему мировой карты, новую музыку и многое другое. Изначально задумывался как премиум-модуль к Neverwinter Nights, но выпуск был отменен за несколько месяцев до намеченного релиза. Ossian Studios закончила разработку и выложила модуль для бесплатного скачивания как модификацию.

## Геймплей
Геймплей дополнения в общем похож на геймплей оригинальной игры. Однако некоторые его черты, такие как карта мира или замок, который игрок может использовать как личную базу, были разработаны специально для Darkness over Daggerford. Игрок начинает игру, имея 8-й уровень персонажа.